# Anton Woltreich
Anton Woltreich (* 12. Dezember 1593 in Meldorf; † 25. Dezember 1645 in Rostock) war ein deutscher Jurist und Syndicus der Hansestädte Wismar und Rostock.

## Leben
Als Sohn des Kaufmanns Carsten Woltreich in Meldorf geboren, erhielt Woltreich seine Schulbildung in Hamburg und Hannover und studierte anschließend Jurisprudenz. 1618 hielt er eine Disputation zur Erlangung der Doktorwürde an der Universität Heidelberg. Der Lehrbetrieb an der Universität wurde jedoch wegen des Dreißigjährigen Krieges noch im selben Jahr unterbrochen und Woltreich dadurch die Doktorwürde vorerst verwehrt. Am 12. Juni 1623 erlangte er diese schließlich an der Universität Rostock.
Nach seiner Promotion war Woltreich als Rat der Stadt Rostock tätig. Nachdem der Dreißigjährige Krieg 1627 auch Mecklenburg erreicht hatte, verließ Woltreich Rostock und wurde 1628 zum Syndicus der Hansestadt Wismar ernannt. Als solcher nahm er am 19. Januar 1630 an der Erbhuldigung des zum Herzog zu Mecklenburg ernannten Wallenstein in Güstrow teil. Als Ende 1631 die „Schwedenzeit“ in Rostock begann, kehrte Woltreich zurück, wurde 1632 zum Syndicus der Hansestadt Rostock ernannt und nahm als solcher 1634 an dem Landtag in Sternberg und 1639 an dem Landtag in Rostock teil.
Woltreich starb 1645 an Schwindsucht. Seine am 17. August 1619 geschlossene Ehe mit Justina Merula, Tochter des niederländischen Juristen Paul Merula, war kinderlos geblieben.

## Werke
- Disputatio Inauguralis Juridica. Heidelberg 1618.
- Disputatio Juridica De Intercessionibus Mulierum. Mauriti Saxonis, Rostock 1622 (resolver.sub.uni-goettingen.de).